# قارن سوم باوندی
نجم‌الدوله قارن سوم دومین اسپهبد از شاخهٔ اسپهبدیه در دودمان باوندیان بود که بر طبرستان و گیلان فرمان راند. او در زمان سلطنت حسام‌الدوله شهریار در نبرد با سلجوقیان شرکت داشت و پدر به او وعدهٔ حکومت پس از خود را، در صورت پیروزی به سلاجقه، به او داده‌بود. این نبرد به سود باوندیان پایان یافت و سلطان محمد سلجوقی از در صلح برآمد. شهریار فرزند دیگرش، علاءالدوله علی را به دربار سلطان فرستاد و به پیشنهاد علی خواهر سلطان به ازدواج قارن درآمد.
در سال‌های پایانی سلطنت اسپهبد شهریار، قارن امور مملک را به دست گرفته بود و قدرت را در دست داشت. پدر دو بار ساری را ترک کرد و برای عبادت به هوسم، مرکز علویان، مهاجرت کرد ولی هر بار قارن با اظهار پشیمانی او را بازمی‌گرداند و این قدرت قارن برادرش، علاءالدوله علی، را نگران و شاکی گرداند. علی تصمیم داشت با کمک سلجوقیان به برادر بتازد که پدر او را منصرف کرد.
پس از مرگ شهریار در ۱۱۱۴ میلادی، قارن رسماً اسپهبد باوندیان شد. او از ترس ادعای برادر، از بزرگان طبرستان برای پسرش رستم سوم، بیعت ستاند و در ۱۱۱۷ درگذشت. مورخان سلطنتش را ۷ یا ۸ سال شمرده‌اند ولی این با احتساب سال‌های حضور شهریار بوده‌است و سکه و خطبه به نام او بوده.